# Пелистерски юнак
„Пелистерски юнак“ е българско юнашко дружество, съществувало в Битоля, Османската империя. 

## История
Дружеството е основано в 1909 година след реформите на Младотурската революция от 1908 година. Един от неговите изявени дейци е Стефан Ролев.
През октомври 1910 година по време на обезоръжителната комисия дружеството е закрито временно заедно с българското танцувално дружество „Младеж“.
Председател на дружеството към февруари 1912 година е Г. Киров, а секретар – Йордан Бадев. През лятото на същата година дружеството подкрепя идеята за провеждане на учредителен конгрес на юнашките дружества в Солун и избира за свой делегат Йордан Бадев.
Дружеството е закрито от новите сръбски власти след Балканската война, но през Първата световна война е възстановено. През 1941 година дружеството е повторно възстановено, а в 1942 година в Битоля се провежда Общобългарския събор на юнаците.

## Галерия
- Писмо от председателя на дружеството Г. Киров, 26 февруари 1912
- Дружеството на Илинден, 2 август 1916 година[7]
- Дружеството пред църква
- Дружество „Пелистерски юнак“ в Прилеп. Фото: Братя Манаки